# Fatima Zohra Karadja

Fatima Zohra Karadja, née le 20 avril 1949, est une femme politique et une militante pour le droit des femmes et des enfants algérienne. 

## Biographie
Elle est titulaire d'un doctorat en psychologie et dirige l'Association nationale de soutien aux enfants en difficulté en institution (ANSEDI) qui aide les enfants traumatisés par la guerre et les femmes les plus défavorisées. 
En 2005, elle est nommée présidente de la commission nationale sur la bonne gouvernance de l'Algérie dans le cadre du mécanisme africain d’évaluation par les pairs,.  
Elle est vice-présidente du conseil économique, social et culturel de l'Union africaine (en). 
En janvier 2017, elle est élue au panel des éminentes personnalités par les chefs d'État africains réunis dans le cadre du mécanisme africain d'examen par les pairs. Le 28 février 2017, elle est nommée membre du Conseil national des droits de l’homme,.